# Battlefield 3
Battlefield 3 este un joc video shooter first person dezvoltat de EA DICE și publicat de Electronic Arts . Este o continuare directă a jocului Battlefield 2 din 2005 și a unsprezecea tranșă din franciza Battlefield . Jocul a fost lansat în America de Nord la 25 octombrie 2011 și în Europa la 28 octombrie 2011 pentru Microsoft Windows, PlayStation 3 și Xbox 360 . 
În campania single-player din Battlefield 3, jucătorii pot prelua    mai multe roluri militare: un pușcaș marin, un pilot de F / A-18F Super Hornet, un operator de tanc  M1A2 Abrams  și de lunetist Spetsnaz GRU operativ. Campania se desfășoară în diverse locații și urmărește poveștile a două personaje, Henry Blackburn și Dimitri Mayakovsky. 
Jocul a vândut 5 milioane de exemplare în prima sa săptămână de lansare,  și a primit recenzii   pozitive. Continuarea jocului, Battlefield 4, a fost lansată în 2013.

## Modul de joc
Battlefield 3 prezintă bătăliile de arme combinate prin moduri de un singur jucător, de cooperare și multiplayer. Acesta reintroduce mai multe elemente absente din jocurile Bad Company, inclusiv avioane de luptă, poziția predispusă și harti cu capacitate maxima de 64 de jucători pe PC.   Pentru a găzdui numărul mai scăzut al jucătorilor pe console, suprafața de la sol este limitată pentru Xbox 360 și PS3, deși spațiul pentru zbor rămâne același. 
Jocul oferă hărți stabilite prin Paris, Teheran (precum și alte locuri din Iran), Sulaymaniyah în Irak, New York, Insula Wake, Oman, Kuweit City și alte părți din Golful Persic. Hărțile acoperă străzile urbane, zonele din centrul metropolitanului și peisajele deschise, potrivite luptelor cu vehiculele.  Battlefield 3 introduce „Battlelog”; un serviciu social  , cu mesagerie text încorporată, comunicații vocale, statistici despre jocuri și capacitatea de a se alătura jocurilor pe care prietenii le joacă deja (deși ambii jucători trebuie să fie pe aceeași platformă). 

### Cooperare
Un demo cu noul mod de cooperare a fost prezentat  la gamescom 2011 . Ecranul despărțit nu este disponibil.  Battlefield 3 are ca rețea socială Battlelog.   Participarea la modul de cooperare permite jucătorului să adune puncte care deblochează conținut suplimentar care poate fi utilizat în multiplayer. 

### Multiplayer
In modul multiplayer  jucatorii pot selecta  unul dintre cele patru roluri: Assault, Support, Engineer și Recon. Clasa Assault se concentrează pe puști de asalt și medici. Clasa de asistență se concentrează pe mitraliere ușoare și furnizarea de muniții. Clasa Engineer se concentrează pe sprijinirea și distrugerea vehiculelor. Clasa Recon se concentrează pe  depistarea  inamicilor. Mecanica armelor a fost schimbată pentru a utiliza noul motor grafic: armele compatibile pot avea bipode atașate, care pot fi apoi dislocate atunci când sunt în poziție predispusă sau în apropierea unui peisaj adecvat și oferă un impuls semnificativ pentru precizia și reducerea recuperării. Focul suprimant din armele estompează vederea și reduce acuratețea celor sub foc, precum și regenerarea sănătății.   Clasa Recon poate pune un beacon radio oriunde pe hartă și toți membrii echipei vor putea sa se regenereze in locul unde se afla  radioul amplasat. 
 

Sunt prezente mai multe moduri de joc, inclusiv Conquest, Rush, Squad Deathmatch, Squad Rush și pentru prima dată de la Battlefield 1942, Team Deathmatch. Cu toate acestea, mai multe moduri de joc sunt disponibile prin achiziționarea de pachete de conținut suplimentar descărcabile.  Versiunea pentru PC a Battlefield 3 este lansată în mod implicit prin intermediul unui browser web de pe site-ul web Battlelog.  Un browser de server este prezent în versiunile de consolă ale jocului. 

## Rezumat
Povestea campaniei Battlefield 3 ' este setat în timpul  «Războiului din 2014» . Cea mai mare parte a poveștii are loc în regiunea Iran - Irak . Alte locații includ granița Iran-Azerbaidjan, Paris și New York. Majoritatea misiunilor apar ca flash-back-uri la o parte din interogarea sergentului  Henry Blackburn și nu au loc în ordinea evenimentelor. 
Campania pune jucătorul sub controlul a patru personaje diferite ale jucătorului . În cea mai mare parte a poveștii, jucătorul il controlează  pe SSgt. Henry "Black" Blackburn (înfățișat de Gideon Emery ), membru al Batalionului 1 Recon Marine Corps din SUA și protagonistul principal.  Jucătorul il controlează și Cpl. Jonathan "Jono" Miller, un operator de tancuri M1 Abrams desfășurat în Teheran;  Locotenentul Jennifer "Wedge" Colby Hawkins,  un pilot de  Super Hornet F / A-18F ;   și Dimitri "Dima" Mayakovsky, un operator rus GRU .  Principalul antagonist, Solomon, este un agent CIA activ de peste mări pentru Agenția Centrală de Informații .  Printre personajele care nu sunt jucătoare se numără: Misfit 1, echipa lui Blackburn (inclusiv David Montes, Steve Campo, Christian Matkovic și Cpt. Quinton Cole); Dima lui GRU echipa lui Vladimir și Kiril; și agenții CIA Gordon și Whistler, care il interoghează Blackburn .  

### Intrigă
La 15 martie 2014, Sgt. Echipa lui Blackburn, Misfit 1-3, încearcă să găsească și să  intoarca în siguranță un echipaj american  care investighează un dispozitiv exploziv improvizat din Sulaymaniyah, Kurdistanul irakian, a cărui ultimă poziție  a fost cunoscută   pe teritoriul controlat de PLR (People Liberation & Resistance), un grup insurgent paramilitar iranian.     Ei găsesc echipa dispărută, care fusese ambuscadă de PLR; dar înainte ca aceștia să poată scăpa de oraș, un cutremur masiv distruge orașul. Blackburn, colegii de echipă Montes și alți supraviețuitori își cauta drumul  de intoarcere din ruinele orașului.  În aceeași zi, PLR a lansat o lovitură de stat în Iran, transformând-o într-o dictatură militară, iar SUA   invadează Iranul ulterior.   Locotenentul Hawkins participă la o incursiune asupra luptătorilor inamici  . În urma atacurilor aeriene, Misfit 1 a fost trimis în Teheran pentru a efectua evaluarea avariilor de luptă și pentru a-l reține pe liderul PLR, Faruk Al-Bashir.  Într-o  banca  , Blackburn și echipa sa află că PLR-ul a achiziționat  valize cu bombe nucleare rusești,   două dintre cele trei dispozitive fiind dispărute.  Fiind depășită, Misfit solicită trupe de rezerva  de la o coloană „Anvil 3” din  , inclusiv sergentul Miller. Miller facilitează extragerea elicopterului Misfit 1, dar tancul sau  Abrams este dezactivat și coplesit   . Capturat și luat prizonier, Miller este executat  de Solomon și Al-Bashir, evenimentul fiind filmat și postat pe internet.  
Ulterior, Misfit 1-3 reușește să-l prindă pe Al-Bashir, care este rănit fatal atunci când provoacă accidentarea vehiculului său de evacuare. Dându-și seama că a fost trădat și folosit, Al-Bashir dezvăluie o parte din planul lui Solomon - de a detona bombele nucleare  in Paris și   New York - dupa care moare din cauza ranilor.   Misfit 1 primește ca sarcina sa-l caute pe  distribuitorul de arme Amir Kaffarov, care lucrs cu Solomon și Al-Bashir.  Ei încearcă să-l captureze pe Kaffarov din vila sa de pe coasta Mării Caspice, în apropierea graniței cu Azerbaidjan. Cu toate acestea, ei se confruntă cu un batalion rus de parașutiști,  care de asemenea,  erau in urmarire după Kaffaro.  Colegii lui Blackburn, Campo și Matkovic, sunt uciși într-o inclestare cu trupe de parasutisti rusi.   Între timp, o echipă Spetsnaz condusă de Dima asalteaza vila lui Kaffarov. Kaffarov încearcă să-l mituiască, dar Dima îl  ucide totuși.   Blackburn ajunge la vilă și îl găsește pe Dima și  pe Kaffarov mort. Dima dezvăluie complotul lui Solomon lui Blackburn și solicită cooperarea sa pentru a preveni „un război între națiunile lor”. Între timp, colegul comandant al Misfit 1, Cole, ajunge la fata locului și Blackburn este obligat să-l împuște pe superiorul său înainte de a-l ucide pe Dima.  Împușcarea lui Blackburn a ofițerului său de comandă are ca rezultat interogarea sa de opt ore de către CIA la Hunters Point, Queens . 
În timpul captivității lui Blackburn, echipa Spetsnaz a lui Dima încearcă să oprească atacul din Paris. Cu toate acestea, Vladimir este  ucis, iar bomba nucleara  explodează, ucigând 80.000 de oameni. Între timp, agenții CIA nu cred în povestea lui Blackburn, întrucât Solomon este un informator CIA și nu există nicio dovadă concretă a implicării sale în atacurile teroriste. În schimb, ei cred că Rusia este responsabilă pentru atacuri și că Dima l-a păcălit Blackburn.  
Fără alte opțiuni, Blackburn și  ultimul membru al echipei supraviețuitoare Montes se desprind din captivitate pentru a opri atacul din New York. Scapand de poliția, Blackburn reușește să pătrundă în trenul   care se afla in deplasare  pe Long Island Rail Road  , care este plin de soldatii lui Solomon și explozibili. Trenul este detonat si explodeaza. Blackburn îl urmărește pe Solomon prin canalizare și până la nivelul străzii. Montes, obținând o mașină de poliție, il ridică Blackburn și il urmareste pe  Solomon ntr-o scurtă goană vehiculală, care se încheie cu ambele mașini care se tamponeaza  în Times Square . În timp ce o mulțimes   urmărește, Solomon îl împușcă pe Montes, dar Blackburn reușește să-l omoare pe Solomon lovindu-l cu o cărămidă  cap   și recuperează bomba nucleară.  
În epilog, este dezvăluit că Dima a supraviețuit detonării de la Paris, deși a suferit intoxicații cu radiații din explozie. El scrie despre eforturile atât ale sale, cât și ale lui Blackburn de a opri planul lui Solomon „de a da foc lumii”. Când termină de scris, examinează un pistol. Un  soldat bate  la ușa lui, ecranul devine negru, iar ultimul sunet este cel al pistolului care este încărcat, deoarece se presupune că Dima se pregătește să se apere. 

## Dezvoltare
Battlefield 3   a fost dezvoltat  inițial  pentru  PC  până când a fost dezvoltata si o varianta pentru console  .  Versiunea Xbox 360 a Battlefield 3 este livrată pe două discuri datorită limitei de dimensiune a discului;  Cu toate acestea, versiunea PS3 este livrată pe un disc Blu-ray . Este primul joc din serie care nu acceptă versiuni de Windows înainte de Windows Vista, deoarece jocul acceptă doar DirectX 10 și 11.  Versiunea pentru PC a fost exclusivă pentru platforma Origin 's EA  prin care utilizatorii de PC se autentifică și atunci când se conectează la joc; cu toate acestea, jocul a ajuns în cele din urmă pe Steam în iunie 2020. 
Battlefield 3 debutează cu noul motor Frostbite 2 . Acest motor actualizat Frostbite poate înfățișa realist distrugerea clădirilor și a peisajelor într-o măsură mai mare decât versiunile anterioare.  Spre deosebire de iterațiile anterioare, noua versiune poate suporta și zone urbane dense.  Battlefield 3 a folosit un nou tip de tehnologie de animație a personajelor numit ANT care a fost utilizat în jocurile EA Sports, cum ar fi FIFA, dar pentru Battlefield 3 este adaptat pentru a crea un soldat mai realist, cu capacitatea de a se pune la pamant  și de a întoarce capul , de-asi vedea picioarele , precum și a-si cara  tovarășii căzuți în siguranță și poate monta  arme pe aproape orice parte a terenului”.   EA a declarat că este puțin probabil să fie inclus Mode Commander  care a primit unele critici pe un  forum EA. 

### Soundtrack
Un album de coloană sonoră a fost lansat pe 24 octombrie 2011, cu o zi înainte de lansarea jocului. Este disponibil pe iTunes și Amazon. Muzica a fost compusă de Johan Skugge și Jukka Rintamäki. 

## Comercializare și lansare

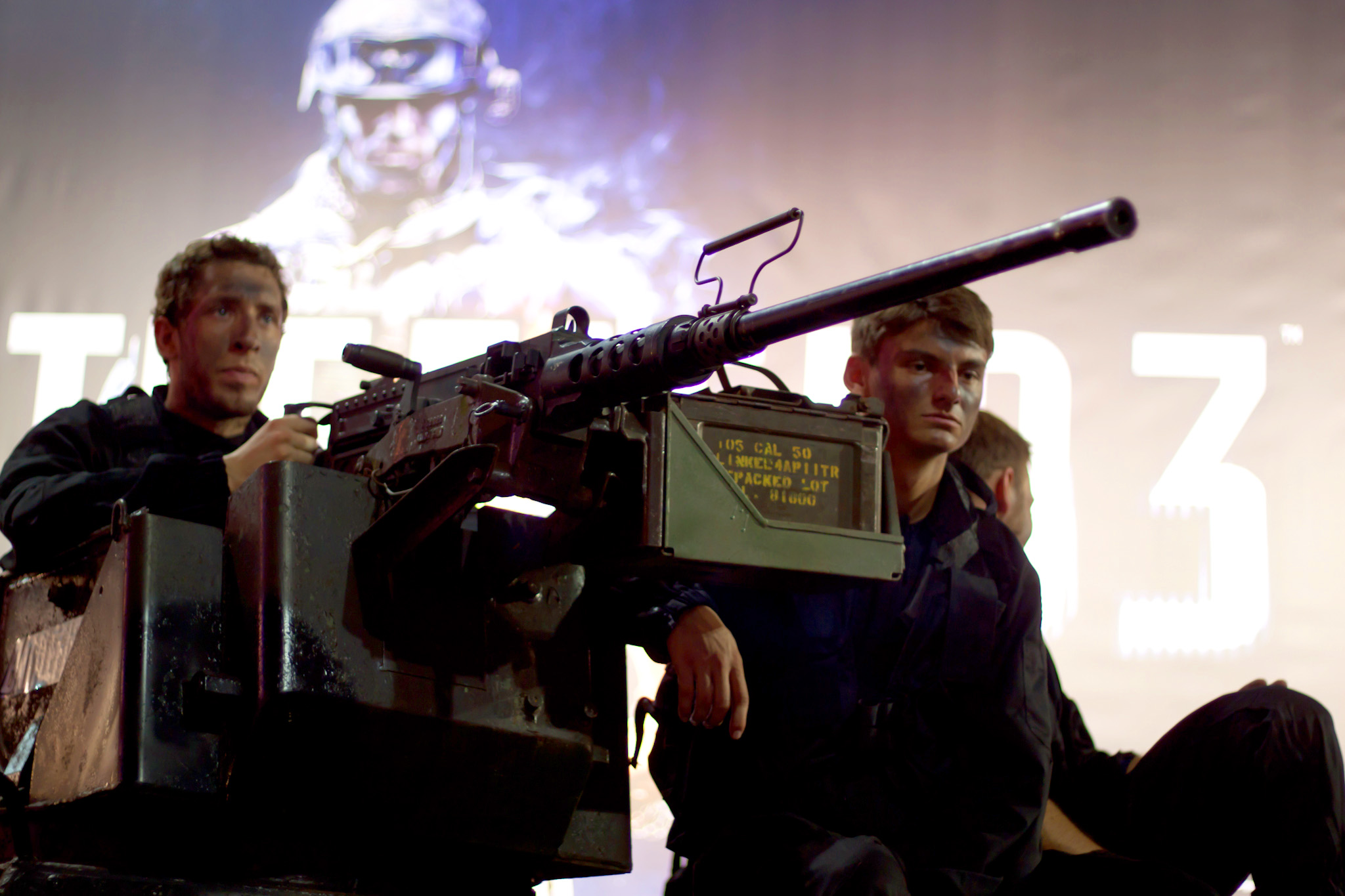
Promovarea Battlefield 3 la Paris Games Week 2011

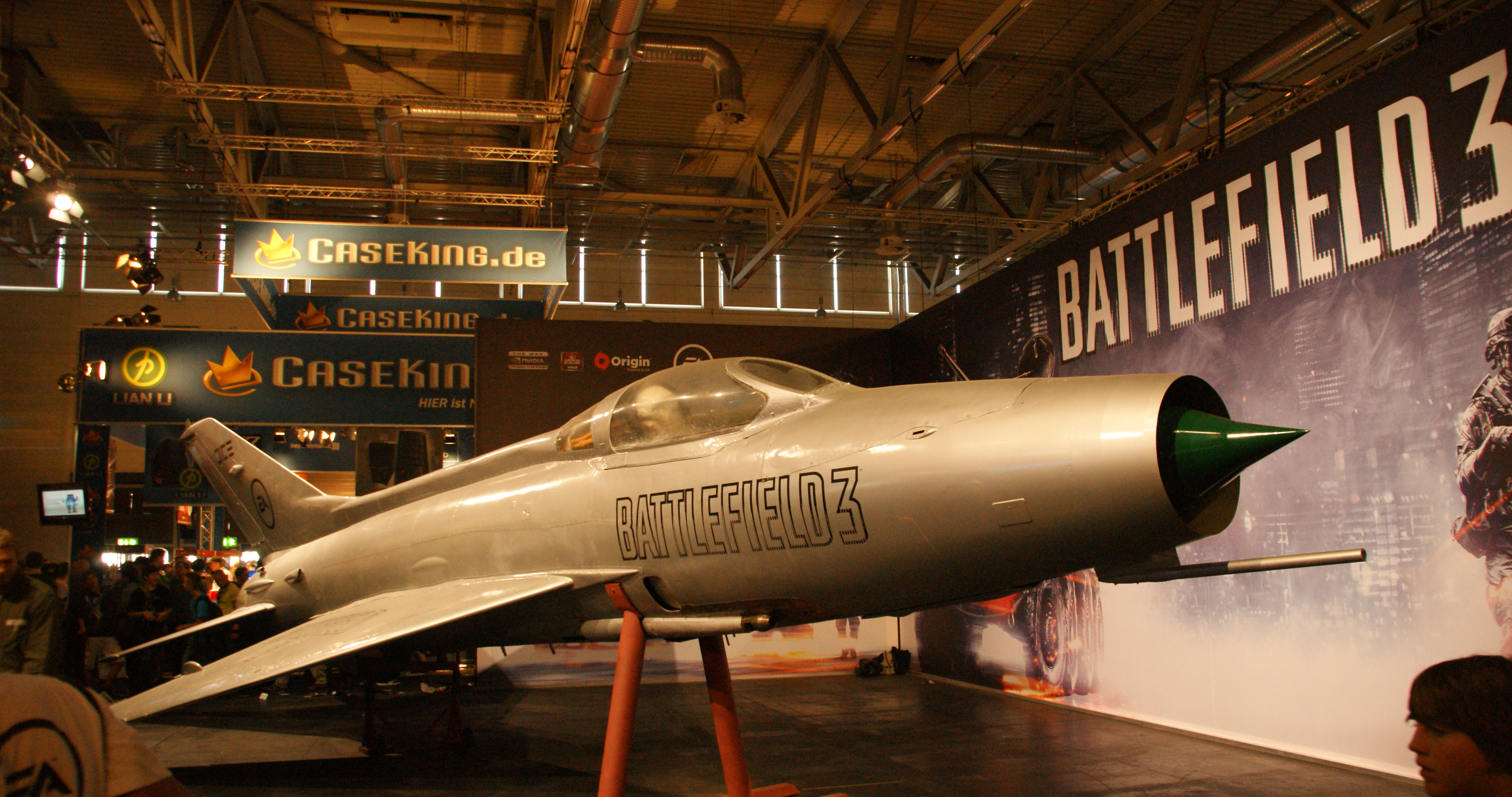
Un afișaj MiG-21 în timpul promoției la gamescom 2011

Battlefield 3 a fost dezvăluit pe 3 februarie 2011 de Game Informer .     

### Continut descarcabil

#### Close Quarters
Armored Kill
Aftermath
Endgame

## Recepție
Battlefield 3   a primit recenzii pozitive în cea mai mare parte. IGN i-a acordat un scor de 9.0 din 10.0 pentru toate platformele,   și a lăudat grafica și jocul multiplayer. Chiar dacă a criticat povestea campaniei cu un singur jucător și sclipirile ocazionale ale motorului jocului, aceasta a oferit totuși jocului o recenzie majoritar pozitivă, „Indiferent de greșelile narațiunilor sau de sclipirile ocazionale, Battlefield 3 oferă o clasa mondială de neuitat. Suita multiplayer, cu siguranță, îi va încânta pe fanii shooter-ului. "  
GameSpot i-a oferit jocului Battlefield 3 un scor de 8,5 din 10 pe toate platformele. Au lăudat modul multiplayer profund, o mare varietate de vehicule, multe medii bine proiectate și un sistem extraordinar de recompensare pentru jocul în echipă; cu toate acestea, ei au criticat campania pentru ca a fost „plictisitoare și dezamăgitoare” și că au folosit o „formulă familiară”. Modul cooperativ a fost privit favorabil; singura critică asupra misiunilor cooperatiste a fost că „nu există mai mulți dintre ei care să te țină ocupat”.  

### Vânzări
Potrivit EA, Battlefield 3 a obținut 3 milioane de precomenzi până în ziua lansării.  Totalul precomandării îl face „cel mai mare lansare de shooter   din istoria EA”, potrivit editorului.  La două zile de la lansare, CEO-ul EA, John Riccitiello, a anunțat printr-o convorbire conferită investitorilor că Battlefield 3 a fost livrat deja in  10 milioane de exemplare  într-o săptămână de la lansare, 3 milioane dintre acestea fiind precomenzi.  Electronic Arts a declarat că titlul a vândut 5 milioane de exemplare  în prima săptămână de disponibilitate, devenind cu ușurință jocul său cel mai vândut.  După o lună, directorul financiar al EA, Eric Brown, a anunțat că Battlefield 3 a vândut 8 milioane de exemplare și că editorul a expediat 12 milioane de exemplare ale jocului către comercianții cu amănuntul, cu 2 milioane mai mult decât a fost livrat pentru săptămâna de lansare.  Peter Moore, directorul de înaltă calitate al EA, a insistat că Battlefield 3 a capturat cu succes o porție de cotă de piață de la  Call of Duty: Modern Warfare 3 .  La 29 iunie 2012, EA a dezvăluit că jocul a vândut 15 milioane de exemplare. 
În Japonia, Battlefield 3 a vândut în jur de 123.379 de exemplare pentru PlayStation 3 și 27.723 de copii pentru Xbox 360 când a fost lansat.  În prima săptămână, jocul a vândut 18.792 de exemplare pentru PlayStation 3 pentru un total de 142.171 de exemplare.  Versiunea PlayStation 3 a vândut ulterior 8.094 de exemplare pentru un total de 150.265 de exemplare. 

### Premii
- Cel mai bun joc shooter, premiul IGN People Choice 2011 [47]
- Cel mai bun joc multiplayer, premiul IGN People's Choice Award [48]
- Cel mai bun shooter Xbox 360, cel mai bun premiu IGN 2011 și premiul IGN People Choice 2011 [49]
- Cel mai bun joc multiplayer Xbox 360, cel mai bun premiu IGN 2011 și premiul IGN People Choice 2011 [50]
- Cel mai bun shooter PS3, premiul IGN People Choice 2011 [51]
- Cel mai bun joc multiplayer PS3, cel mai bun premiu IGN 2011 și premiul IGN People Choice 2011 [52]
- Cel mai bun shooter pentru PC, cel mai bun premiu IGN 2011 și premiul pentru alegerea populației IGN 2011 [53]
- Cel mai bun joc multiplayer pentru PC, cel mai bun premiu IGN 2011 și premiul pentru alegerea populației IGN 2011 [54]

## Linkuri externe
- Site web oficial
- Battlefield 3 la Internet Movie Database